# Liège-Bastogne-Liège 1972
La 58e édition de Liège-Bastogne-Liège a eu lieu le 20 avril 1972 et a été remportée par le Belge Eddy Merckx. C'est la troisième victoire de Merckx sur la Doyenne et la deuxième de rang. La particularité de cette édition est son arrivée à Verviers au lieu de Liège.

## Déroulement de la course
Cette édition voit un grand numéro d'Eddy Merckx. Le Belge, revêtu du maillot arc-en-ciel, laisse ses adversaires sur place lors de l'ascension de la côte de Stockeu et se lance dans une échappée solitaire d'une cinquantaine de kilomètres. N'étant pourtant pas au mieux de sa forme, Merckx n'est assuré de sa victoire qu'après la côte d'Annette et Lubin à Spa. Il regagne Verviers avec une avance de 2 minutes et 40 secondes sur le Néerlandais Wim Schepers.
Sur 129 coureurs au départ, 42 terminent la course.

## Classement
| n° | Coureur             | Équipe     | Temps           |
| -- | ------------------- | ---------- | --------------- |
| 1  | Eddy Merckx         | Molteni    | 6 h 33 min 00 s |
| 2  | Wim Schepers        | Rokado     | à 2 min 40 s    |
| 3  | Herman Van Springel | Rokado     | à 4 min 35 s    |
| 4  | Roger Swerts        | Molteni    | à 5 min 26 s    |
| 5  | Georges Pintens     | Van Cauter | m.t.            |
| 6  | Leif Mortensen      | BIC        | m.t.            |
| 7  | Raymond Delisle     | Peugeot    | m.t.            |
| 8  | Gilbert Bellone     | Rokado     | à 6 min 38 s    |
| 9  | Victor Van Schil    | Molteni    | à 6 min 46 s    |
| 10 | Robert Bouloux      | Peugeot    | m.t.            |